# 踊れバンバン
『踊れバンバン』（おどれバンバン）は、1982年10月12日から12月28日までテレビ東京で放送されていた音楽番組である。全12回。放送時間は毎週火曜 19:00 - 19:30 （日本標準時）。

## 概要
数多くのアマチュアバンドが出演していた番組。司会は、当時たのきんトリオのメンバーだった野村義男が務めていた。
番組は、アマチュアバンドによる勝ち抜きバンドコンテストのコーナーを設けていた。同コーナーには、結成からまだ半年当時の有頂天が参加していた。また、その応援に駆けつけた当時高校生の大槻ケンヂがほっかむりに白衣という姿でフロアを跳ねまわって「ベストドレッサー賞」を受賞し、白いギターを副賞として貰っている。有頂天ボーカルのケラと大槻はその後、内田雄一郎と3人で結成したユニット・空手バカボンでこの番組のタイトルから引用した同名曲を発表した。